# Человек-бомба (фильм)
«Человек-бомба» — кинофильм.

## Сюжет
Агент ЦРУ Джина и спецагент ФБР Паркер попадают в руки людям, замышляющим свергнуть Фиделя Кастро. Паркеру вживляют под кожу чип, с помощью которого злоумышленники имеют возможность получить контроль над действиями агента ФБР и использовать его в качестве убийцы. Но Паркеру удаётся выйти из-под контроля микрочипа.

## В ролях
- Брайан Джинесс — Паркер
- Дж. Синтия Брукс — Джина
- Шелли Эндрюс — второй друг Хуаниты
- Пол Брандт — молодой охранник
- Крис Бьюкэнэн
- Лиза Де Виллерс

## Съёмочная группа
- Режиссёр: Марк Роупер
- Продюсер: Дэнни Димборт, Авэ Лернер, Дэнни Лернер
- Сценарист: Джефф Элберт
- Композитор: Итаи Хэбер
- Монтаж: Дэниэл Лоуэнтал